# Todd Sucherman
Todd Sucherman (Chicago, 7 ottobre 1969) è un batterista statunitense, principalmente noto per essere il batterista degli Styx.

## Carriera
Inizia l'attività come turnista, collaborando con vari musicisti, fino a quando non diventa membro fisso degli Styx nel 1995; l'inserimento nella band va a buon fine, così vi diventa un punto stabile, nonché compositore di alcuni brani.

## Discografia
- One Clear Voice, con Peter Cetera 1995